# Cotton Kid
Cotton Kid ist eine zwischen 1999 und 2003 erschienene frankobelgische Comicserie.

## Handlung
Cotton Kid lebt auf einer Baumwollplantage im Süden der USA. Sein Vorbild ist sein älterer Bruder Trevor, der bei der renommierten Agentur Pinkerton arbeitet und der ihm von seinen aufregenden Abenteuern erzählt. Begeistert fährt Kid ihm nach. Die Realität sieht jedoch etwas anders aus als von seinem Bruder geschildert. Mit Hilfe des einfallsreichen und listigen Kid kann Trevor mehrere Fälle erfolgreich zum Abschluss bringen.

## Hintergrund
Mit dieser Serie setzten Jean Léturgie und Pearce die Idee um, den Westen vor dem Sezessionskrieg humorvoll aus der Sicht eines kleinen Jungen darzustellen. Ein ähnliches Konzept verfolgten sie bereits in Lucky Kid.

## Veröffentlichung
Die Serie wurde teilweise in BoDoï vorab veröffentlicht. Die Albenausgaben erschienen bei 
Vents d’Ouest. Im deutschen Sprachraum gab Carlsen zunächst die ersten vier Alben heraus. Die restlichen zwei Alben veröffentlichte Salleck.

## Albenausgaben
- 1999: Im Namen von Pinkerton[6] (Au nom de la loi et de Mr Pinkerton, BoDoï, 1999, 44 Seiten)
- 2000: Radau am Mississippi (Charivari dans les bayous, 44 Seiten)
- 2000: Z wie Sorro (Z comme Sorro, BoDoï, 2000, 44 Seiten)
- 2001: Der Weg nach Abilene (La piste de Chisholm, 44 Seiten)
- 2002: Geronimos siebte Frau (La septième femme de Géronimo, 44 Seiten)
- 2003: Der schwarze Kojote (Le coyote noir, BoDoï, 2003, 44 Seiten)